# Енгелтал
Енгелтал (њем. Engelthal) општина је у њемачкој савезној држави Баварска. Једно је од 27 општинских средишта округа Нирнбергер Ланд. Према процјени из 2010. у општини је живјело 1.165 становника. Посједује регионалну шифру (AGS) 9574120.

## Географски и демографски подаци
Енгелтал се налази у савезној држави Баварска у округу Нирнбергер Ланд. Општина се налази на надморској висини од 372 метра. Површина општине износи 13,6 km². У самом мјесту је, према процјени из 2010. године, живјело 1.165 становника. Просјечна густина становништва износи 86 становника/km².